# Поволзький економічний район

Поволзький економічний район на мапі Росії

Пово́лзький економічний район — один з 11 економічних районів Росії, складається з 8 федеральних суб'єктів:
1. Республіка Татарстан
2. Астраханська область
3. Волгоградська область
4. Пензенська область
5. Самарська область
6. Саратовська область
7. Ульяновська область
8. Республіка Калмикія

## Географія

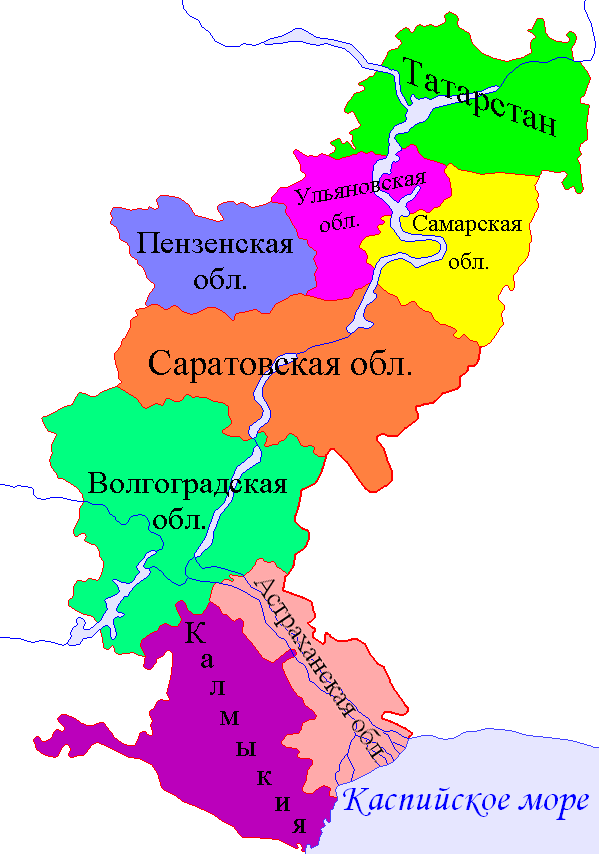
Поділ району

Розташований на нижній Волзі. Площа території — 537400 км², населення — 17 млн чоловік, густота населення 25 чоловік/км². Частка населення, що проживає в містах — 74%. До складу економічного району входить 94 міста, 3 міста-мільйонника (Самара, Казань, Волгоград), 12 суб'єктів федерації. Межує на півночі з Волго-В'ятським районом, на півдні з Каспійським морем, на сході з Уральським районом і Казахстаном, на заході — з Центральночорноземним районом і Північним Кавказом. Економічна вісь — річка Волга.

## Економіка
Основні галузі спеціалізації: видобуток нафти та газу, нафтова і нафтохімічна промисловість, машинобудування (особливо автомобілебудування).
У сільському господарстві: олійні, зернові та овочево-баштанні. Тваринництво (м'ясо-молочне скотарство, вівчарство, свинарство).

## Розташування та поділ
Особливістю географічного положення району є його довжина уздовж Волги майже на 1500 км, що впливає на господарську діяльність, розміщення і функції населених пунктів на всіх етапах розвитку. Центр економічного району знаходиться в місті Самарі. Поволзький економічний район розділений на дві основні промислові зони:
- Волго-Камську
- Нижньоволзьку

До складу Волго-Камської промислової зони входять: Самарська, Ульяновська області та Республіка Татарстан.
Центр Волго-Камськой промислової зони Поволзької економічного району знаходиться в Казані.
До складу Нижньоволзької промислової зони входять: Астраханська, Волгоградська, Пензенська, Саратовська області та Республіка Калмикія.
Центр Нижньоволзької промислової зони Поволзької економічного району знаходиться у Волгограді.